# Theodor Scharenberg

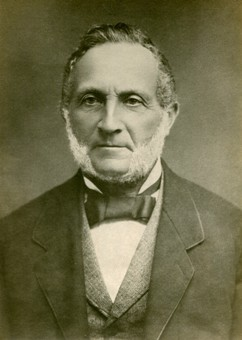
Theodor Scharenberg

Theodor Adolf Friedrich Scharenberg (* 2. Juni 1820 in Neustrelitz; † 28. November 1899 ebenda) war ein in Neustrelitz tätiger deutscher Jurist.

## Leben
Theodor Scharenberg war der älteste Sohn des in Neustrelitz geborenen großherzoglichen Kammerdieners Christoph Christian Friedrich Scharenberg (1773–1842) und dessen Frau Caroline Catharina Friederica, geb. Beuthe (1794–1866). Der spätere großherzogliche Forstinspektor Friedrich Scharenberg war sein jüngerer Bruder.
Er studierte von 1838 bis 1842 Rechtswissenschaften in Berlin, Heidelberg und (ab April 1841) Rostock. In Heidelberg war er Mitglied des Corps Guestphalia, in Rostock des Corps Vandalia. Am 26. September 1842 bekam Scharenberg seine Zulassung als Advokat in Neustrelitz. Im Januar 1843 wurde er zum Registrator und Canzlisten bei der großherzoglichen Justizcanzlei ernannt (Justizkanzlei-Registrator). Zugleich wurde er Buchhalter und Expedient bei der Hypothekenkammer für die ritterschaftlichen Güter. Vier Jahre später ernannte man Scharenberg zum expedirenden Secretair und zum Registrator beim Consistorio (Konsistorialsekretär). Nach zwei weiteren Jahren, 1849, wurde Scharenberg zum Verwalter aerii communis (Verwalter des gemeinsamen Ärars) der Großherzoglichen Patronatskirchen berufen. Am 14. September 1856 wird Scharenberg zum Justizkanzlei-Sekretär befördert. Am 11. September dieses Jahres legte er sein Amt als Berechner des aerii communis der Großherzoglichen Patronatskirchen nieder. Im März 1873 wird Scharenberg zum Kirchenvisitations-Sekretär für Mecklenburg-Strelitz ernannt.  Im September des Jahres 1879 wurde Scharenberg Landgerichtssekretär in Neustrelitz und zugleich Zweiter Hypothekenverwahrer, Registrator und Extendent bei der Großherzoglichen Hypothekenkammer für Landgüter in Neustrelitz. Am 10. November 1896 legte Scharenberg sein Amt als Notar nieder.
In über 53 Jahren Amtswirksamkeit erlangte Scharenberg die Titel Großherzoglich mecklenburg-strelitzscher Rath (1868), Hofrath (1879) und zum fünfzigjährigen Dienstjubiläum den Titel Geheimer Hofrath (1893).
Theodor Scharenberg war seit 1843 mit der aus Rostock stammenden Juristentochter Clara Beselin (1822–1893) verheiratet und hatte sechs Kinder, darunter den späteren Neubrandenburger Amtsgerichtsrat Fritz Scharenberg.

## Werke
Theodor Scharenberg redigierte zusammen mit dem Stargarder Bürgermeister und Stadtrichter Friedrich Genzken (Abt. 1–2), nach dessen Tod selbständig (Abt. 3) eine
- Gesetzessammlung für die Mecklenburg-Strelitzischen Lande (mit Ausschluss des Fürstenthums Ratzeburg). 3 Abt., 1858–1885.
  - Abt. 1: Kirchen und Schulsachen. 1858 (Digitalisat)
  - Abt. 2: Justizsachen. 2 Bde., 1859–1860.
    - Bd. 1: Civilrecht. 1859 (Digitalisat)
    - Bd. 2: Civilproceß, Strafrecht und Strafproceß, Forstjustizsachen. 1860 (Digitalisat)

  - Abt. 3: Verordnungen und Verfügungen in Kirchen- und Schulsachen. 1885 (Digitalisat)

- Gesetze, Verordnungen und Verfügungen, welche in Kirchen- und Schulsachen für das Fürstentum Ratzeburg erlassen sind. Fortsetzung der Gesetzsammlung von Masch, soweit die letztere Kirchen- und Schulsachen betrifft. Spalding, Neustrelitz 1893